# Leon Klott
Leon Kazimierz Zenon Klott (ur. 20 września 1868 we wsi Mikołajów, zm. 3 maja 1933 w Wilnie) – lekarz medycyny, tytularny generał brygady Wojska Polskiego.

## Życiorys
Leon Kazimierz Zenon Klott urodził się 20 września 1868 we wsi Mikołajów, w powiecie dziśnieńskim ówczesnej guberni wileńskiej, w rodzinie Edwarda i Anny z Dmochowskich. W 1888 ukończył ośmioklasowe gimnazjum filologiczne w Warszawie, a 1894 Wydział Lekarski Imperatorskiego Uniwersytetu Warszawskiego. Po uzyskaniu dyplomu lekarskiego i praktykach w szpitalach warszawskich objął posadę lekarza ziemskiego w Porzeczu w ówczesnej guberni smoleńskiej. W 1901 wstąpił do Korpusu Straży Pogranicznej Imperium Rosyjskiego, służył w Korpusie do 1914. Powołany do Armii Imperium Rosyjskiego. Pełnił funkcję starszego lekarza różnych szpitali polowych, następnie obejmuje funkcję lekarza 15 Dywizji Piechoty. W trakcie służby awansował kolejno na sztabskapitana (1896), kapitana (1900), podpułkownika (1902) i pułkownika (1911).
W styczniu 1918 wstępuje do II Korpusu Polskiego. Po jego rozwiązaniu zgłasza się do Ukraińskiej Straży Pogranicznej i zostaje jej lekarzem w Kamieńcu Podolskim. W lutym 1919 wstępuje do Wojska Polskiego, do oddziałów gen Krajeńskiego. Organizuje szpital WP w Kamieńcu Podolskim.
14 kwietnia 1920 roku został zatwierdzony z dniem 1 kwietnia 1920 roku w stopniu pułkownika lekarza, w grupie oficerów „byłych Korpusów Wschodnich i byłej armii rosyjskiej”. W trakcie odwrotu wojsk polskich spod Kijowa, obejmuje dowództwo szpitala ewakuowanego z Mińska i wraz z nim przybywa do Łodzi. W październiku 1920 roku objął dowództwo szpitala wojskowego w Baranowiczach, a w 1921 szpitala „Na Wilczej Łapie” w Wilnie.
1 czerwca 1921 roku pełnił służbę na stanowisku szefa sanitarnego Grupy „Bieniakonie”, a jego oddziałem macierzystym była Kompania Zapasowa Sanitarna Nr 3. 3 maja 1922 roku został zweryfikowany w stopniu pułkownika ze starszeństwem z 1 czerwca 1919 roku i 35. lokatą w korpusie oficerów sanitarnych, grupa lekarzy, a jego oddziałem macierzystym była nadal Kompania Zapasowa Sanitarna Nr 3. 5 maja 1922 roku został kierownikiem Rejonu Sanitarnego Lida, pozostając oficerem nadetatowym 3 Batalionu Sanitarnego w Grodnie. W kwietniu 1924 roku, po likwidacji Kierownictwa Rejonu Sanitarnego Lida, został odkomenderowany do Szpitala Rejonowego w Lidzie, do czasu wyznaczenia stałego przydziału. W tym samym roku został komendantem Szpitala Rejonowego Lida, pozostając nadal oficerem nadetatowym 3 Baonu Sanitarnego. W kwietniu 1925 roku został przydzielony do Komendy Obozu Warownego „Wilno” na stanowisko naczelnego lekarza. 29 października 1925 roku Prezydent RP Stanisław Wojciechowski nadał mu z dniem 31 grudnia 1925 roku stopień generała brygady „wyłącznie z prawem do tytułu”, a Minister Spraw Wojskowych przeniósł w stan spoczynku z dniem 31 grudnia 1925 roku. Mieszkał w Wilnie.
Po przejściu w stan spoczynku nadal działał zawodowo i społecznie. Objął stanowisko naczelnego lekarza Kasy Chorych w Wilnie a następnie naczelnego lekarza Związku Kas Chorych na Wileńszczyźnie. Ostatnią funkcją, którą pełnił przed śmiercią to inspektor lecznictwa Związku Kas Chorych. Doktor Klott był prezesem Stowarzyszenia Lekarzy Polaków w Wilnie, naczelnikiem Izby Lekarskiej, wiceprezesem Wileńskiego Towarzystwa Lekarskiego.
Tam 3 maja 1933 zmarł na zawał mięśnia sercowego. Pochowany na cmentarzu Na Rossie w Wilnie.